# Kloster (Bad Salzungen)
Kloster  is een wijk in de Duitse gemeente Bad Salzungen in het Wartburgkreis in Thüringen. Het dorp dankt zijn naam aan een klooster van de Cisterciënzers dat hier werd gevestigd in 1270. Het dorp werd in 1950 samen met het naastliggende Dorf Allendorf toegevoegd aan de stad.  